# Injection fatale
Pour plus de détails, voir Fiche technique et Distribution.
Injection fatale (LD 50 Lethal Dose) est un film d'horreur britannique réalisé par Simon De Selva, sorti en 2003. 

## Synopsis
Un groupe de jeunes activistes anti-vivisection et engagés pour les droits des animaux, entre par effraction dans un laboratoire afin de se procurer des vidéos compromettantes sur les recherches morbides qui y sont menées sur des animaux. Ils ignorent qu'en pénétrant cet endroit, ils vont devenir les sujets d'une expérience malsaine.

## Fiche technique
- Titre original : LD 50 Lethal Dose
- Titre français : Injection fatale
- Réalisation : Simon De Selva
- Scénario : Matthew McGuchan
- Photographie : Robin Vidgeon
- Montage : Kant Pan
- Musique : Michael Price
- Production : Alistair MacLean-Clark et Basil Stephens
- Sociétés de distribution :
  -  Royaume-Uni : Buena Vista et First Look Pictures
  -  France : Touchstone Pictures (DVD)
- Pays de production : Royaume-Uni
- Langue originale : anglais
- Format : couleur — 35 mm
- Genre : Horreur
- Durée : 97 minutes
- Date de sortie :
  - France : 26 janvier 2005 (DVD)

## Distribution
- Katharine Towne : Helen
- Melanie Brown : Louise
- Tom Hardy (VF : Guillaume Orsat) : Matt
- Ross McCall : Gary
- Toby Fisher : Justin
- Leo Bill : Danny
- Philip Winchester : Vaughn
- Stephen Lord (en) : Spook
- Tania Emery : Jenny Wheeler